# MediaPro Pictures
MediaPro Pictures a fost o companie de producție de film și emisiuni TV din România. A fost parte a MediaPro Entertainment, care, din 2009, a fost membră a CME (Central European Media Enterprises).

## Filme
- Furia (2002)
- Filantropica (2002)
- Garcea și oltenii (2002)
- Trei frați de belea (2006)
- Fire and Ice: Cronica Dragonilor (2008)
- Supraviețuitorul (2008)
- Weekend cu mama (2009)
- Carol I - Un destin pentru România (2009)
- Ho Ho Ho (2009)
- Contra timp 2 (2009)
- Poker (2010)
- Nașa (2011)
- S-a furat mireasa (2012)
- Minte-mă frumos (2012)
- Ho Ho Ho 2: O loterie de familie (2012)
- Sunt o babă comunistă (2013)
- Selfie (2014)
- Cuscrii (2014)

## Seriale TV
- Vacanța Mare (1999)
- La Bloc (2002)
- Numai iubirea (2004)
- Lacrimi de iubire (2005)
- La servici (2005)
- Fete cu lipici (2005)
- Păcatele Evei (2005)
- Băieți buni (2005)
- Iubire ca în filme (2006)
- Daria, iubirea mea (2006)
- Meseriașii (2006)
- Om sărac, om bogat (2006)
- Cu un pas înainte (2007)
- Războiul sexelor (2007)
- Inimă de țigan (2007)
- Arestat la domiciliu (2008)
- Anticamera (2008)
- Vine Poliția (2008)
- Îngerașii (2008)
- Regina (2008)
- Doctori de mame (2008)
- Land of Jokes (2009)
- Serviciul Român de Comedie (2009)
- Aniela (2009)
- State de România (2009)
- Iubire și onoare (2010)
- Moștenirea (2010)
- Pariu cu viața (2011)
- Las Fierbinți (2012)
- Tanti Florica (2012)
- Spitalul de demență (2012)
- Îngeri pierduți (2013)
- O săptamână nebună (2013)
- O nouă viață (2014)
- Altă săptamână nebună (2014)

## Vezi și
- MediaPro
- MediaPro Studios